# Wälder im östlichen Solling
Wälder im östlichen Solling este o arie protejată (sit de importanță comunitară — SCI) din Germania întinsă pe o suprafață de 1.458 ha, integral pe uscat.

## Localizare
Centrul sitului Wälder im östlichen Solling este situat la coordonatele 51°43′01″N 9°40′42″E / 51.7169°N 9.6783°E.

## Înființare
Situl Wälder im östlichen Solling a fost declarat sit de importanță comunitară în octombrie 1998 pentru a proteja un număr necunoscut de specii din flora spontană și fauna sălbatică aflate în arealul zonei.

## Biodiversitate
Situată în ecoregiunea continentală, aria protejată conține 4 habitate naturale: Cursuri de apă de la nivel de câmpie la nivel montan, cu vegetație Ranunculion fluitantis și Callitricho-Batrachion, Fânețe de joasă altitudine (Alopecurus pratensis, Sanguisorba officinalis), Păduri de fag Luzulo-Fagetum, Păduri aluvionare cu Alnus glutinosa și Fraxinus excelsior (Alno-Padion, Alnion incanae, Salicion albae).
La baza desemnării sitului se află un număr nedeclarat de specii protejate.
Pe lângă speciile protejate, pe teritoriul sitului au mai fost identificate 1 specie de mamifere.